# Адам Навалка
Адам Навалка (пол. Adam Nawałka, нар. 23 жовтня 1957, Краків, Польща) — польський футболіст, що грав на позиції півзахисника. По завершенні ігрової кар'єри — тренер. У 2013—2018 роках очолював тренерський штаб національної збірної Польщі.

## Клубна кар'єра
У дорослому футболі дебютував 1974 року виступами за команду клубу «Вісла» (Краків), кольори якої і захищав протягом усієї своєї кар'єри гравця, що тривала дванадцять років.

## Виступи за збірну
1977 року дебютував в офіційних матчах у складі національної збірної Польщі. Протягом кар'єри у національній команді, яка тривала 4 роки, провів у формі головної команди країни 34 матчі, забивши 1 гол.
У складі збірної був учасником чемпіонату світу 1978 року в Аргентині.

## Кар'єра тренера
Розпочав тренерську кар'єру, повернувшись до футболу після тривалої перерви, 1996 року, очоливши тренерський штаб клубу «Світ Кшешовіце».
Надалі очолював команди клубів «Вісла» (Краків), «Заглемб'є» (Любін), «Сандеція», «Ягеллонія», ГКС (Катовиці) та «Гурник» (Забже), а протягом 2007—2008 років входив до тренерського штабу національної збірної Польщі.
2013 року очолив тренерський штаб збірної Польщі.
Після невдалого виступу збірної збірної Польщі на чемпіонаті світу в Росії залишив пост головного тренера.
25 листопада 2018 р. офіційний сайт польського клубу Лех (Познань) оголосив про підписання із Адамом Навалкою контракту до 30 червня 2021 р.. Під час перебування у клубі провів 11 матчів (5 перемог, 1 нічия та 5 поразок). 31 березня 2019 р., після матчу в рамках польської Екстракласи проти «Корони» (Кельці), який закінчився із рахунком 0:0, офіційний сайт клубу оголосив про звільнення 61-однорічного фахівця із займаної посади з огляду на «далекі від сподіваних керівництвом результати та атмосферу в команді».